# Ewa Maleczyńska
Ewa Maleczyńska z domu Szweiger (ur. 31 maja 1900 we Lwowie, zm. 19 października 1972 we Wrocławiu) – polska historyczka, profesorka mediewistka, uczennica prof. Stanisława Zakrzewskiego na Uniwersytecie Jana Kazimierza we Lwowie, członkini Marksistowskiego Zrzeszenia Historyków.

## Życiorys

### Przed II wojną światową – Lwów
Córka nauczyciela Ludwika Szweigera i Marii z Biernackich, ukończyła w 1918 szkołę średnią we Lwowie i w tym samym roku podjęła pracę (na rok szkolny 1918/19) w szkole powszechnej w Chodlu na Lubelszczyźnie. W roku 1919 podjęła studia historyczne na UJK we Lwowie, które ukończyła w 1923, pełniąc przez ostatnie dwa lata obowiązki asystentki w katedrze historii Polski. Od 1923 była nauczycielką historii w lwowskich gimnazjach żeńskich (m.in. Prywatnym Gimnazjum im. Zofii Strzałkowskiej i SS. Notre Dame). Uczestniczyła w seminarium prof. Zakrzewskiego i pod jego okiem 29 marca 1924 uzyskała doktorat filozofii za rozprawę pt. Uposażenie węgierskich rodów nadważańskich. 22 grudnia 1924 poślubiła historyka Karola Maleczyńskiego. Do wybuchu wojny opublikowała kilka prac naukowych z dziedziny historii, od 1934 wykładała na lwowskim uniwersytecie dydaktykę historii, była też współorganizatorką i przewodniczącą Sekcji Dydaktycznej Polskiego Towarzystwa Historycznego. Od 1936, pełniąc funkcję nauczycielki w VII Gimnazjum Państwowym we Lwowie, była kierowniczką Ośrodka Metodycznego Nauczania Historii, a od 1938 – członkinią lwowskiego Towarzystwa Naukowego. W tym okresie jej zainteresowania naukowe obejmowały dzieje Grodów Czerwieńskich.

### 1939–1946 – Lwów i Kraków
Po inwazji ZSRR i zajęciu Lwowa we wrześniu 1939 przez Armię Czerwoną nadal pracowała w szkolnictwie – w XIII Szkole Średniej z polskim językiem wykładowym. Po wkroczeniu do Lwowa Niemców w czerwcu 1941 uczestniczyła podczas okupacji niemieckiej w tajnym szkolnictwie polskim, a po wycofaniu się Niemców w 1944 powróciła do nauczania w XIII radzieckiej Szkole Średniej. Wiosną roku 1945 wyjechała wraz z rodziną do Krakowa; tam przez rok szkolny 1945/46 pracowała w I Gimnazjum Państwowym.

### Od 1946 – Wrocław
W 1946 przyjechała do męża do Wrocławia, który już od maja 1945 organizował tu Instytut Historyczny Uniwersytetu Wrocławskiego. Do roku 1950 nauczała w tym mieście historii w I i III Gimnazjum Państwowym, prowadząc równocześnie Ośrodek Dydaktyczny Historii i Nauki o Polsce Współczesnej i wykładając na uniwersytecie dydaktykę historii.
W 1947 wstąpiła do PPS, później (po połączeniu się PPS i PPR w PZPR w 1948) była aktywną działaczką PZPR. Była członkiem wrocławskiego Komitetu Wojewódzkiego PZPR (1949–1952 i ponownie 1960–1967) oraz zastępcą członka Komitetu Centralnego PZPR (1959–1964); była też członkiem Zespołu Historyków przy KC PZPR.
16 czerwca 1948 uzyskała habilitację na Wydziale Humanistycznym UMK w Toruniu, 1 czerwca 1950 – stanowisko docentki, a pół roku później, 1 grudnia, stanowisko profesora nadzwyczajnego UWr. Była na tym uniwersytecie wieloletnią kierowniczką katedry historii Polski i powszechnej do XV wieku, a w okresie 1960–1964 – prodziekanką Wydziału Filozoficzno-Historycznego. Od roku 1950 – przez 22 lata aż do śmierci – redagowała Śląski Kwartalnik Historyczny "Sobótka", w 1953 utworzyła (i krótko nim kierowała) Zakład Historii Śląska Polskiej Akademii Nauk, jako rzeczoznawczyni naukowa uczestniczyła w pracach Centralnej Komisji Kwalifikacyjnej pracowników nauki, była też członkinią Rady Głównej Szkolnictwa Wyższego.

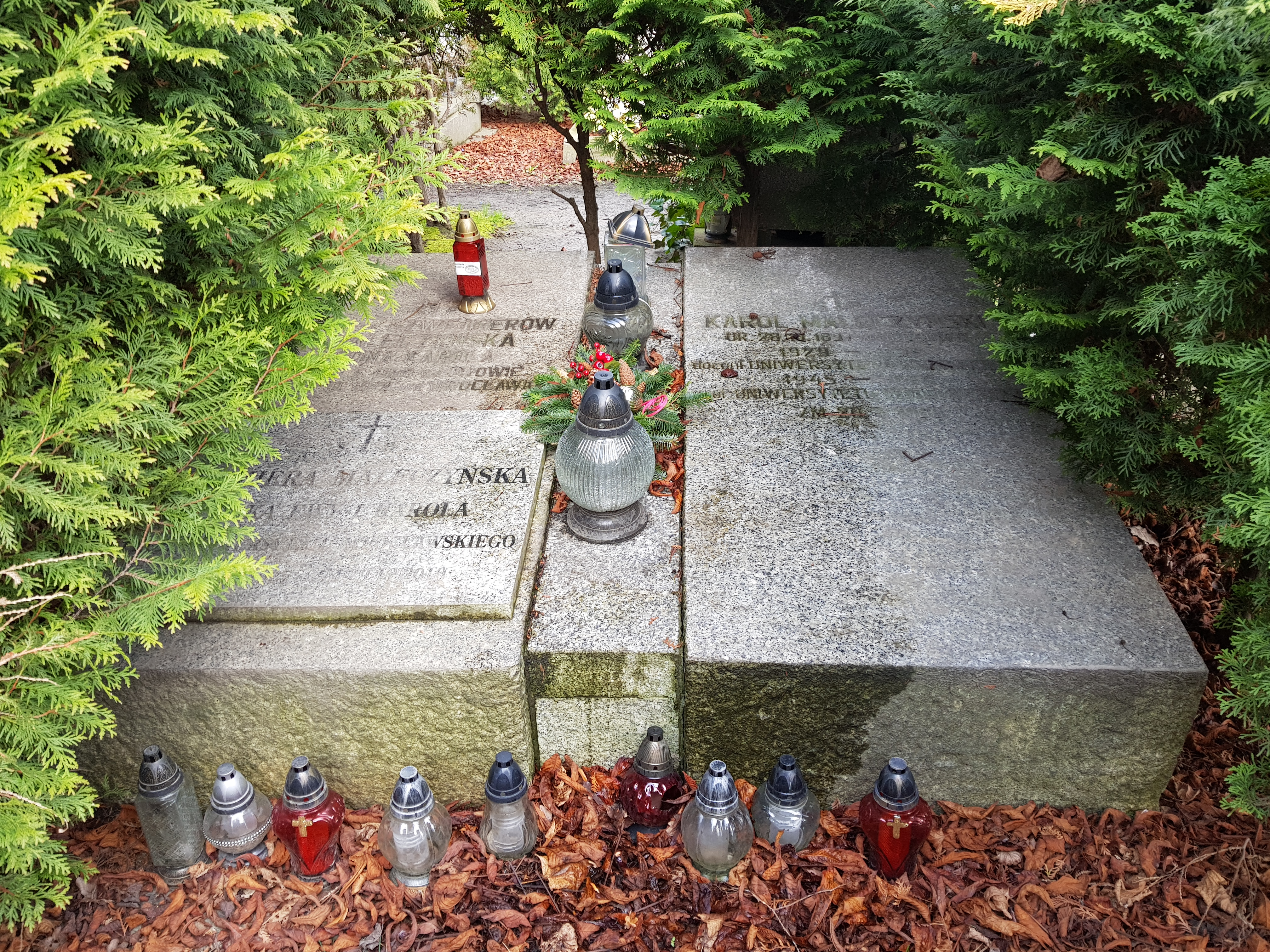
Grób rodziny Maleczyńskich na Cmentarzu Osobowickim we Wrocławiu

Jej zainteresowania naukowe podczas wrocławskiego okresu działalności skierowały się ku problematyce zachodniej, historii Śląska i stosunków polsko-czeskich; niektóre publikacje napisała wraz z mężem.
Była matką Kazimiery Maleczyńskiej (1925–2010), profesora bibliologii.

### Odznaczenia i wyróżnienia
Wyróżniana kilkakrotnie odznaczeniami państwowymi (m.in. orderem Sztandaru Pracy, medalem Komisji Edukacji Narodowej (1969), odznaką Budowniczego Wrocławia). W 1969 została doktorką honoris causa Uniwersytetu J. E. Purkyniego w Brnie. Przeszła na emeryturę w 1970, zmarła dwa lata później w wyniku wypadku drogowego (potrącona przez samochód na ulicy Kuźniczej).

### Upamiętnienie
Na wrocławskim Oporowie znajduje się ulica Ewy i Karola Maleczyńskich (do 1997 poświęcona tylko Ewie Maleczyńskiej) – obok ulic poświęconych innym wrocławskim naukowcom, z których część mieszkała na tym osiedlu (np. Tadeusz Mikulski, Władysław Czapliński, Jan Trzynadlowski).

## Wybrane publikacje
- Książęce lenno mazowieckie, 1351–1526, Lwów 1929
- Społeczeństwo polskie pierwszej połowy XV wieku wobec zagadnień zachodnich; studia nad dynastyczną polityką Jagiellonów, Wrocław 1947
- Ruch husycki w Czechach i w Polsce, Warszawa 1959
- Życie codzienne Śląska w dobie Odrodzenia, Warszawa 1973
- Wrocławskie panie piastowskie i ich partnerzy, Wrocław 1966[6]